# Pit de lluna de doble collar
El pit de lluna de doble collar (Melanopareia bitorquata) és una espècie d'ocell de la família dels melanopareids (Melanopareiidae).

## Hàbitat i distribució
Habita zones arbustives de Bolívia oriental	i zones properes del Brasil.

## Taxonomia
Considerada sovint una subespècie del pit de lluna del Brasil (M. torquata) alguns utors la considene una espècie de ple dret arran recents estudis.